# Байболовка
Байболовка — деревня в Пермском районе Пермского края. Входит в состав Кукуштанского сельского поселения.

## География
Расположена примерно в 10 км к югу от административного центра поселения, посёлка Кукуштан. В 2,5 км к востоку от деревни проходит автомобильная дорога Р-242 (Пермь — Екатеринбург).

## Население
| 2010 |
| ---- |
| 808  |

## Топографические карты
- Лист карты O-40-89 Кукуштан. Масштаб: 1 : 100 000. Состояние местности на 1988 год. Издание 1990 г.